# 西关街道 (保定市)
西关街道，是中华人民共和国河北省保定市莲池区下辖的一个乡镇级行政单位。

## 行政区划
西关街道下辖以下地区：
建华北路社区、小集前街社区、学府胡同社区、西关大街社区、三兴社区、金台驿社区、金昌西社区、郭庄社区、薛刘营村和郭庄村。